# Coupe latine de rink hockey 2012
Navigation
Coupe latine de rink hockey 2010 Coupe latine de rink hockey 2014
La Coupe latine de rink hockey 2012 est la 26e édition de la compétition organisée par le Comité européen de rink hockey. Cette édition a lieu à Vilanova i la Geltrú, en Espagne du 6 au 8 avril 2012. L'Espagne remporte pour la onzième fois ce tournoi.

## Déroulement
Les quatre équipes s'affrontent toutes une fois.

## Classement et résultats
| Rang | Équipe   | Pts | J | G | N | P | Bp | Bc | Diff |  | Résultats |  |     |     |     |
| ---- | -------- | --- | - | - | - | - | -- | -- | ---- |  | --------- |  | --- | --- | --- |
| 1    | Espagne  | 9   | 3 | 3 | 0 | 0 | 18 | 7  | +11  |  | Espagne   |  | 7-5 | 3-0 | 8-2 |
| 2    | Portugal | 6   | 3 | 2 | 0 | 1 | 16 | 13 | +3   |  | Portugal  |  |     | 8-4 | 3-2 |
| 3    | France   | 3   | 3 | 1 | 0 | 2 | 9  | 12 | -3   |  | France    |  |     |     | 5-1 |
| 4    | Italie   | 0   | 3 | 0 | 0 | 3 | 5  | 16 | -11  |  | Italie    |  |     |     |     |